# Unions civils a l'Uruguai

Amèrica del Sud
Matrimoni homosexual
Un altre tipus d'unió civil
No reconegut o desconegut
Cap tipus de reconeixement, matrimoni homosexual il·legal
Activitat homosexual il·legal

Les unions civils a l'Uruguai han estat legals per a parelles del mateix sexe des de l'1 de gener de 2008. Amb la formació d'aquesta legislació, l'Uruguai es va convertir en el primer país d'Amèrica Llatina que ha aprovat, a nivell nacional, el reconeixement oficial d'unions entre persones del mateix sexe, tot i que sense dret a l'adopció de menors, ni d'altres garanties que comparteixen els matrimonis heterosexuals.
Per entrar en una unió civil, una parella ha de compartir una residència per no menys de cinc anys. Segons la llei, les parelles en una unió civil uruguaiana tenen la majoria dels drets i beneficis que els d'un matrimoni heterosexual. Aquests inclouen drets d'herència, impostos, poder notarial i beneficis de salut i d'assegurança, però no d'adopció de menors.
La senadora Margarita Percovich va escriure la llei el 2007 i va ser aprovada per les dues cambres de l'Assemblea General de l'Uruguai el mateix any. El president uruguaià, Tabaré Vázquez, la va promulgar el 27 de desembre del 2007 i la llei va entrar en vigència l'1 de gener.

## Matrimoni homosexual
El 25 de maig de 2009 la senadora Percovich va anunciar que si el Front Ampli guanyés les eleccions presidencials d'aquell any, introduiria un projecte de llei amb l'objectiu de permetre unions matrimonials sense distinció de sexe. L'octubre del mateix any el Front Ampli va guanyar les eleccions amb majoria absoluta a les dues cambres, i José Mujica, el candidat del Front Ampli, va ser elegit president en obtenir més vots a la segona volta.
El juliol de 2010, 
legisladors de l'oficialista Front Ampli van anunciar que promouran un projecte de llei per habilitar el matrimoni homosexual.